# دردار دوادياني
دردار دوادياني (الاسم العلمي:Ulmus davidiana) هو نوع نباتي يتبع جنس الدردار من فصيلة الدردارية.